# Miloševci
Miloševci (cyr. Милошевци) – wieś w Bośni i Hercegowinie, w Republice Serbskiej, w gminie Laktaši. W 2013 roku liczyła 265 mieszkańców.